# Brezovica Žumberačka
Brezovica Žumberačka est un village situé dans la municipalité d'Ozalj et le comitat de Karlovac, en Croatie. Deux parties du village y sont enclavées en Slovénie.

## Démographie
| 1857 | 1869 | 1880 | 1890 | 1900 | 1910 | 1921 | 1931 | 1948 |
| ---- | ---- | ---- | ---- | ---- | ---- | ---- | ---- | ---- |
| 0    | 0    | 0    | 14   | 17   | 0    | 0    | 0    | 46   |

| 1953 | 1961 | 1971 | 1981 | 1991 | 2001 | 2011 | - | - |
| ---- | ---- | ---- | ---- | ---- | ---- | ---- | - | - |
| 53   | 28   | 36   | 26   | 27   | 32   | 19   | - | - |